# Balthazar van den Bogaerde
Balthazar Joannes Guillelmus Constantinus van den Bogaerde (Brugge, 12 oktober 1774 - 18 november 1824) was burgemeester van de Belgische gemeenten Oostkamp en Waardamme.

## Levensloop
Balthazar van den Bogaerde behoorde tot de notabele en adellijke familie Van den Bogaerde, die sinds generaties in Brugge aanwezig was en er allerhande activiteiten ontplooide (onder meer als landmeters) en openbare functies bekleedde. Hij was de oudste van de zes kinderen van jonkheer Willem van den Bogaerde de Merlebeke (1750-1839), die in 1771 getrouwd was met Constance van Hamme (1748-1837). Die kinderen waren: Balthasar (1774-1824), Matthias (°1776), Maria (°1778), Thérèse (°1784), Caroline (°1785) en Willem (°1787). Het gezin woonde in het Hof van Maldegem, Garenmarkt. Willem had ook banden met Oostkamp, waar hij een jeneverstokerij bezat.
In 1794 werd Willem verkozen tot afgevaardigde voor de grote gelanden (een soort van 'Groot-Oostkamp') samen met Karel de Schietere de Caprijke. Tijdens de revolutiejaren werd hij in de schatting van de fortuintoestand in 1796 opgegeven met een bezit van 500.000 livres. Hij slaagde erin om toch maar voor bescheiden bedragen te worden aangeslagen in de opeenvolgende speciale heffingen. 
Deze tak van de familie vroeg onder het Verenigd Koninkrijk der Nederlanden geen bevestiging aan van zijn adellijke status.
Balthazar, die vrijgezel bleef, woonde waarschijnlijk meestal in Brugge. In 1795 werd hij er lid van de schuttersgilde Sint-Sebastiaan. 
Van 1813 tot 1824 was hij burgemeester van Oostkamp. In 1820 werd Waardamme onder de voogdij van Oostkamp geplaatst en werd hij er ook burgemeester van.